# Science-Fiction-Jahr 1851
Übersicht

◄◄ | ◄ | 1847 | 1848 | 1849 | 1850 | Science-Fiction-Jahr 1851 | 1852 | 1853 | 1854 | 1855 | ► | ►►

Weitere Ereignisse

## Ereignisse
- William Wilson gebraucht in A Little Earnest Book Upon a Great Old Subject erstmals den Begriff „Science Fiction“.[1]

## Geboren
- Franz L. Hoffmann († 1917)
- Oswald Köhler (Pseudonym Intrus)
- Jakob Lippmann
- Alexander Moszkowski († 1934)
- Wilhelm Rubiner († 1925)
- Garrett P. Serviss († 1929)
- Richard Voß († 1918)